# Stereochlaena
Stereochlaena là một chi thực vật có hoa trong họ Hòa thảo (Poaceae).

## Loài
Chi Stereochlaena gồm các loài: